# Howard Wales
Howard Wales (* 8. Februar 1943 in Milwaukee, Wisconsin; † 7. Dezember 2020 in Redding, Kalifornien) war ein US-amerikanischer Keyboarder, der im Laufe seiner Karriere seit den 1960ern mit vielen Musikgrößen zusammenspielte und veröffentlichte.

## Karriere
Howard Wales war ein privater Freund des Grateful-Dead-Leaders Jerry Garcia, mit dem er bei mehreren CDs zusammenspielte. Seine ersten professionellen Auftritte hatte er 1963, als er Ronnie Hawkins auf einer Tournee in Kanada begleitete. Über diese Tournee kam es 1964 zu einem Kontrakt mit Little Anthony & the Imperials, wo er jedoch nur kurz blieb, da er sich den Four Tops anschloss. Nach mehreren weiteren Stationen (Coasters, The Casinos, Freddie King sowie Lonnie Mack) wurde er 1967 Begleitmusiker der Rhythm-and-Blues-Legende James Brown.
Nach einem Umzug nach San Francisco schloss er sich der Band A.B. Skhy an und veröffentlichte ein gleichnamiges Album. Nachdem der erhoffte Erfolg ausgeblieben war, schloss er sich kurzfristig als Gastmusiker der lokalen Band Grateful Dead an. Zuvor hatte er Jerry Garcia bei Jamsessions im Club Matrix zusammen mit John Kahn und Bill Vitt kennengelernt. 1970 war er auf dem Album American Beauty zu hören. Im selben Jahr spielte er auch bei einem Auftritt von Jimi Hendrix in Los Angeles und war auf dem Album Music of El Topo (Shades of Joy) zu hören. 1971 schloss er sich mit Jerry Garcia zusammen und veröffentlichte das Fusionalbum Hooteroll?. Zeitgleich spielte er auch mit Harvey Mandel und war auf dessen 71er Album Baby Batter vertreten. Mit Mandel spielte er bis 1974 zusammen, bevor er seine Solokarriere startete.
Erst 1976 veröffentlichte er sein erstes Soloalbum namens Rendezvous With The Sun. Die nächsten Jahre war er auf keinem neuen Album mehr vertreten. Dafür war er von 1977 bis 1981 ständig auf Tournee und legte von 1982 bis 1989 eine Schaffenspause ein. Anschließend arbeitete er an seinem zweiten Album The Monk in the Mansion, welches jedoch erst 2000 im Handel erschien. Dafür tat er sich erneut mit Jerry Garcia zusammen und brachte 1998 die CD Side Trips, Volume One heraus. Neben diesem Album arbeitete er in dieser Zeit auch mit weiteren Künstlern zusammen. Sowohl 2001 als auch 2006 veröffentlichte er neue Soloalben.

## Diskografie (Auswahl)

### Mit Jerry Garcia bzw. Grateful Dead
- American Beauty – Grateful Dead (1970)
- Hooteroll? – Howard Wales, Jerry Garcia (1971)
- Side Trips, Volume One – Howard Wales, Jerry Garcia (1998)
- The Golden Road (1965-1973) - Grateful Dead (2001)

### Mit anderen Künstlern
- Then You Can Tell Me Goodbye - The Casinos
- A.B. Skhy – A.B. Skhy (1969)
- Music of El Topo – Shades of Joy (1970)
- The Runner - Jeff Jolly Band (1996)
- Planetary Warrior - Harvey Mandel (1997)
- Changer L'Horizon - Rod & the Shotgun Blues (1998)
- Berkeley Soul - Sy Klopps (2000)
- What Would Otherwise Be - Snake Jacobs (2000)
- Raw Material - Jeff Jolly (2001)

### Soloalben
- Rendezvous with the Sun (1976)
- The Monk in the Mansion (2000)
- Complex Simplex (2001)
- Between Two Worlds (2006)

## Einzelnachweis
1. ↑  Jambase. In Memoriam: Keyboardist Howard Wales. 07.12 2020

| Personendaten    | Personendaten                |
| ---------------- | ---------------------------- |
| NAME             | Wales, Howard                |
| KURZBESCHREIBUNG | US-amerikanischer Keyboarder |
| GEBURTSDATUM     | 8. Februar 1943              |
| GEBURTSORT       | Milwaukee, Wisconsin         |
| STERBEDATUM      | 7. Dezember 2020             |
| STERBEORT        | Redding, Kalifornien         |